# 青山杉雨
青山 杉雨（あおやま さんう、1912年6月6日 - 1993年2月13日）は、書家。愛知県葉栗郡草井村大字村久野（現・江南市）生まれ。大東文化大学教授。号は杉雨、本名は文雄。

## 業績・生涯
当初は行草を得意としたが、第二次大戦後は篆書、隷書、古文などの書体書法研究を進め、金石文に基づく篆隷を用いた多様な書体を駆使する作風を確立した。書の規範を中国に求め、それを日本人の感覚で表現する姿勢を貫き、中国の書の古典を素材として現代感覚を融合させたと評される。
杉雨の作品は作品ごとに趣が異なるため、「一作一面貌」と称される。特に篆書の作品は杉雨が最も得意とした書体であり、その絵画的な要素の強い作風は内外に大きな影響を与えた。生涯一度も個展を開くことがなかった。
書に用いる硯、印材、水滴などに優れた鑑識眼を持ち、多くの優品を収集した。また、教育者として多くの弟子を育てるとともに、雑誌『書道グラフ』を主宰し、中国書法の社会的な普及に尽力した。

## 略歴
1912年（明治45年）愛知県葉栗郡草井村大字村久野で次男として生誕。1916年（大正5年）東京向島へ上京、養母太仁（たに）に育てられ、旧制芝中学へ進学。従兄弟の夫で書家の大池晴嵐に師事する。
1934年（昭和9年）22歳より25歳まで東横百貨店勤務後、世田谷区尾山台で書道塾を始める。1941年（昭和16年）第12回泰東書道院総裁東久邇宮賞受賞。1942年（昭和17年）西川寧に師事する。1945年（昭和20年）横須賀海兵団に入営。
1948年（昭和23年）日展に初入選。翌々年から特選連続受賞を果たし、1951年（昭和26年）毎日書道展審査員に就任。第9回以降、通算20回審査員を務めた。1954年（昭和29年）日展審査員に就任。1955年（昭和30年）大東文化大学講師となる。1957年（昭和32年）第1回現代書道二十人展招待作家として出品。1961年（昭和36年）謙慎書道会初代理事長に選任。1963年（昭和38年）第6回日展文部大臣賞受賞（周易・中孚）。1965年（昭和40年）全日本書道連盟改組に伴い、特別顧問に就任。1965年（昭和40年）日本芸術院賞受賞（第8回日展出品作・詩経の一節）。1968年（昭和43年）大東文化大学教授に就任（1959年からとする記述もある）。
1969年（昭和44年）日展理事に就任し、以後参事、常務理事を歴任した。1971年（昭和46年）中京大学書道専科の組織編成にあたり、講師を務める。1974年（昭和49年）全国書美術振興会を創立し、顧問となる。1983年（昭和58年）、日本芸術院会員となる。1984年（昭和59年）読売書法会を創立、総務に就任。以後、審査員、企画委員等を歴任した。1985年（昭和60年）勲三等旭日中綬章受章。全日本書道連盟名誉顧問に就任。1986年（昭和61年）日本書道教育会議を創立、副会長となる。1988年（昭和63年）文化功労者に選出。1990年（平成2年）成田山書道美術館設立発議。1991年（平成3年）第23回日展にて天皇の参観の解説をする。1992年（平成4年）文化勲章受章。1993年（平成5年）西泠印社名誉顧問。
1993年（平成5年）肺炎のため死去（80歳）。法名は洪覚院殿文誉杉雨大居士。目黒高福院に葬られる。従三位および銀杯一組を追贈される。
2010年、遺族の寄付により大東文化大学に青山杉雨賞が設けられた（2019年で終了）。

### 死後開催展
- 1994年（平成6年）『青山杉雨展』（東京・名古屋・大阪・成田　～1995年）
- 1998年（平成10年）学術論文賞「青山杉雨記念賞」（青山杉雨記念賞実行委員会）実施。
- 2012年（平成24年）特別展『青山杉雨の書と眼』（東京国立博物館）開催。
- 2013年（平成25年）生誕百年『青山杉雨の時代』（成田山書道美術館）、「青山杉雨のコレクションと書」（上海博物館）開催[7]。
- 2024年　(令和5年)　「受贈記念　青山杉雨展」(徳島県立文学書道館)[10]

## 役職
自身の最高役職のみ記載。
- 大東文化大学文学部教授
- 日本書道教育会議副会長
- 全国書美術振興会顧問
- 謙慎書道会顧問
- 読売書法会総務
- 全日本書道連盟名誉顧問
- 日展常務理事
- 日本芸術院会員

## 著書
- 『青山杉雨書法』（1976年）
- 『中国書法名蹟』（1979年）
- 『書の実相 中国書道史話』（1982年）
- 『江南遊 中国文人風土記』（1983年）
- 『明清書道図説』（1986年）
- 『文字性霊』（1991年）
- 『青山杉雨作品』（1994年）
- 『青山杉雨文集』（2005年）

## 門弟
書の教育には熱心であり、弟子は2000人程いたといわれる。しかし、次々と団体を作り金集め集団化したとの批判もある。以下物故者のみ。
- 関根薫園
- 成瀬映山
- 種村山童
- 稲垣菘圃
- 大島嵓山
- 吉田蘭処
- 松原雪邦
- 中島蘭山